# La Pyle
La Pyle is een gemeente in het Franse departement Eure (regio Normandië) en telt 115 inwoners (1999). De plaats maakt deel uit van het arrondissement Bernay.

## Geografie
De oppervlakte van La Pyle bedraagt 1,7 km², de bevolkingsdichtheid is 67,6 inwoners per km².
De onderstaande kaart toont de ligging van La Pyle met de belangrijkste infrastructuur en aangrenzende gemeenten.

## Demografie
Onderstaande figuur toont het verloop van het inwonertal (bron: INSEE-tellingen).